# Червоное (Бердичевский район)
Черво́ное — посёлок в Бердичевском районе Житомирской области Украины.

## История
селение бывшего Житомирского уезда Волынской губернии Российской империи.
В 1910 году в Червоном была открыта автомастерская.
Статус посёлка Червоное имеет с 1938 года.
Во время Великой Отечественной войны в 1941—1944 гг. посёлок находился под немецкой оккупацией.
В 1959 году численность населения составляла 4386 человек.
В 1977 году здесь действовали спиртовой завод и сахарный завод.
В январе 1989 года численность населения составляла 3391 человек.
В октябре 1995 года Кабинет министров Украины утвердил решение о приватизации находившегося здесь сахарного завода.
В 1997 году был ликвидирован находившийся в посёлке филиал профессионально-технического училища № 32.
На 1 января 2013 года численность населения составляла 2874 человека.

## Транспорт
В 18 км от посёлка находится станция Андрушёвка (конечный пункт железнодорожной ветки Фастов — Казатин).
В прошлом в посёлке была узкоколейная железная дорога, построенная для сахарного завода, которая связывала посёлок с железнодорожной магистралью Киев — Казатин. В данный момент железная дорога снята.

## Туристические объекты
- Имение Терещенко
- Краеведческий музей, действующий при Червонской ООШ І—ІІІ ст.
- Краеведческий музей, действующий при Червонском сахарном заводе.

## Известные уроженцы
- Цимбалист, Виктор Петрович (1931—1998) — советский и украинский актёр. Народный артист УССР.